# Pochazia inclyta
Pochazia inclyta är en insektsart som beskrevs av Walker 1870. Pochazia inclyta ingår i släktet Pochazia och familjen Ricaniidae. Inga underarter finns listade i Catalogue of Life.